# .38 Super
El .38 Super, también conocido como .38 Super Automatic, es un cartucho para pistola que monta una bala de 9,04 mm. El .38 Super fue introducido a fines de la década de 1920 como una variante con mayor carga propulsora del .38 ACP o .38 Auto. El anterior .38 ACP disparaba una bala de 8,4 g con una velocidad de 320 m/s. El mejorado .38 Super también disparaba la misma bala de 8,4 g con una velocidad de 390,1 m/s. El .38 Super se ha ganado la reputación de ser el cartucho de elección para varios tiradores prácticos; se mantiene como uno de los principales cartuchos empleados en las competencias de la IPSC.

## Diseño

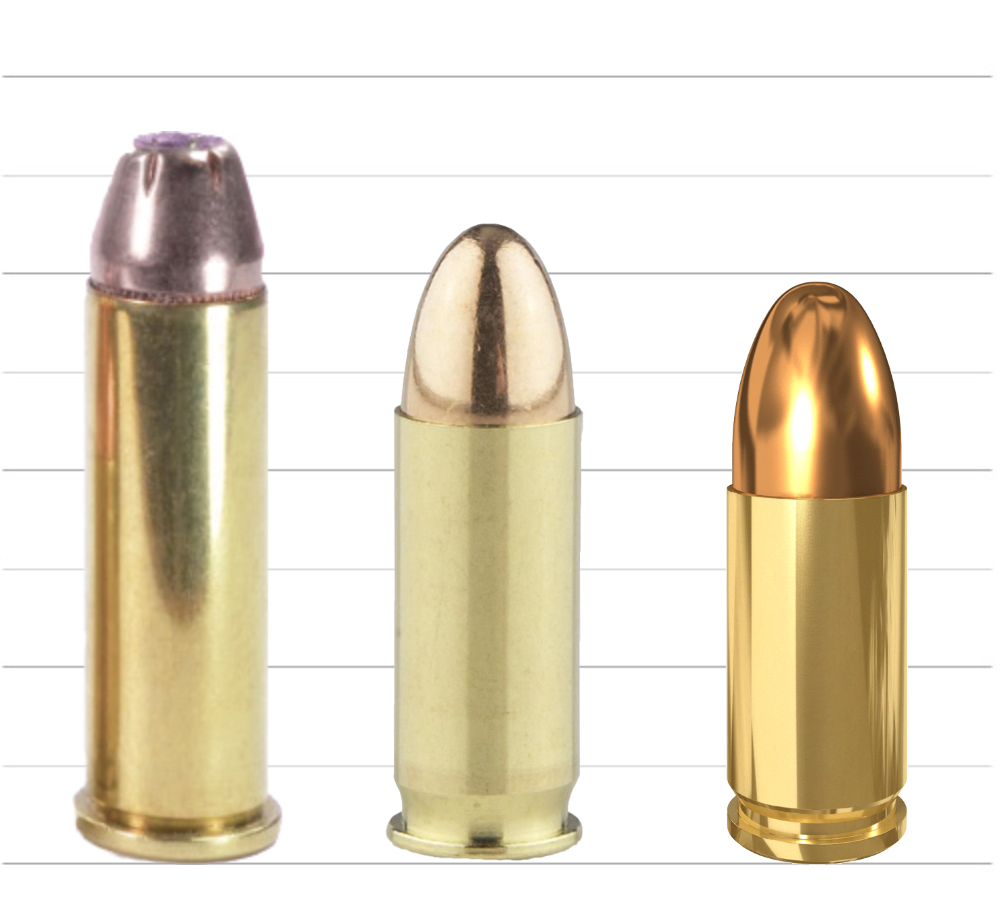
Escalas de cartuchos .38

Este cartucho fue diseñado para una variante de la pistola Colt M1911 y era capaz de perforar los chalecos antibalas y las carrocerías de los automóviles de fines de la década de 1920. Cuando el cartucho .357 Magnum fue introducido al mercado en 1934, esta ventaja del .38 Super no bastó para que las agencias policiales y sus oficiales abandonen el tradicional revólver.
El casquillo del .38 Super conserva las dimensiones originales del .38 ACP. Fue originalmente diseñado como un cartucho con semipestaña, para poder ser empleado por la pistola Colt M1900 debido al diseño de su rampa de alimentación. Cuando el .38 Auto pasó a ser el .38 Super, la rampa de alimentación de la Colt M1911A1 ya no podía utilizarse como un apoyo para la pestaña. A causa de esto, la precisión del .38 Super fue mala hasta que Irv Stone de la empresa Bar-Sto Barrels rediseñó la recámara para permitir la adecuada inserción de la boca del casquillo. Desde entonces, todas las pistolas de serie que disparan el .38 Super tienen esta característica. Se sabe que el casquillo con semipestaña causa problemas de alimentación en algunos cargadores, especialmente los de doble hilera, lo que llevó al desarrollo de variantes con pestaña reducida.
En 1947, los fabricantes de cartuchos añadieron el marcaje +P al culote del casquillo del .38 Super para distinguirlo del .38 ACP con baja presión. La mayoría de los actuales fabricantes de cartuchos etiquetan los empaques de este cartucho con .38 Super +P.
Como el .38 Super tiene las mismas dimensiones que el .38 ACP, se corre el riesgo de disparar cartuchos .38 Super con una pistola que dispara el menos potente .38 ACP. El problema con las pistolas Colt M1900, M1902 y otras derivadas de este diseño, es la cuña de ensamblaje en la parte delantera de la corredera. Si la cuña se suelta, o si la corredera se raja cerca de la cuña, la corredera puede ir hacia atrás y salirse del armazón al disparar. Las pistolas Colt M1911 y M1911A1, que tienen una corredera cuya parte delantera es maciza, no pueden soltarse de esta manera.   

## Dimensiones
El casquillo del .38 Super tiene una capacidad de 1,14 ml (17,6 granos) de agua.
Dimensiones máximas del cartucho .38 Super según la C. I. P. Todas en milímetros.
La tasa de rotación del estriado para este cartucho es de 406 mm (1 en 16 pulgadas), 6 estrías, ø fondos = 8,79 mm, ø estrías = 9,02 mm, ancho de fondos = 3,07 mm. Tanto el SAAMI y la C. I. P. especifícan una bala con un diámetro de 9,04 mm.
Según las especificaciones oficiales de la C. I. P., el casquillo del .38 Super puede soportar una presión de hasta 230 MPa. En los países regulados por la C. I. P., cada pistola y cartucho debe ser probado al 130% de esta presión máxima para obtener el certificado de venta.
El límite de presión para el .38 ACP o el .38 Auto es de 182,72 MPa según el SAAMI. El límite de presión para el .38 Super +P es de 251,66 MPa según el SAAMI.
Tanto la C. I. P. como el SAAMI especifican que el cartucho .38 Super (+P) tiene un casquillo con semipestaña.  

### Variantes del .38 Super con casquillo sin pestaña

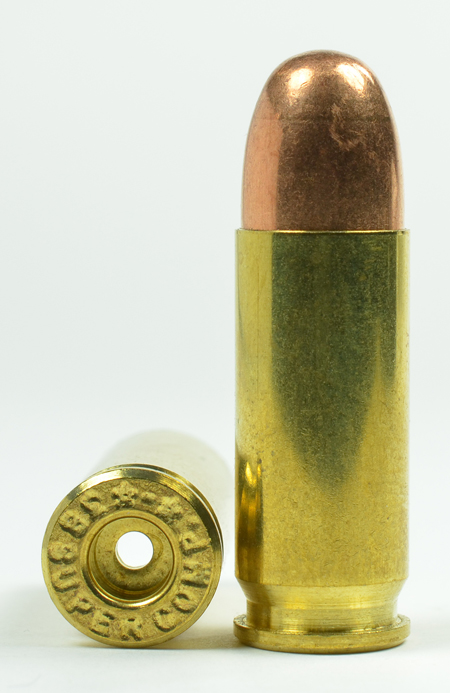
Cartucho Starline .38 Super Comp, con casquillo sin pestaña.

En fechas recientes, los cartuchos con casquillo sin pestaña tales como el .38 Super Comp, el .38 Super Lapua, el .38 Super RL (Armscor) y el .38 TJ (.38 Todd Jarrett) estuvieron disponibles, transformando al .38 Super en casi un cartucho sin pestaña. Estos "cartuchos sin pestaña" en realidad no son tales, ya que la pestaña del casquillo no tiene el mismo diámetro que la pared de este delante del entalle de extracción, por lo cual es una semipestaña que apenas se extiende .003-.004" a los lados, en comparación con las .007-.009" a los lados del .38 Super estándar. La principal razón para el desarrollo de nuevos casquillos fue que el casquillo con semipestaña del .38 Super no siempre se introducía correctamente en la recámara desde un cargador de doble hilera, como los empleados por varias pistolas semiautomáticas populares entre los tiradores práctidos de la USPSA o la IPSC. Los casquillos casi sin pestaña mejoran la alimentación del cartucho en estas pistolas, pero están destinados para su uso en armas cuyas recámaras tienen un entalle para que la boca del cartucho encaje. Otras mejoras que poseen los casqullos de estos cartuchos son entalles de extracción mejorados y mayores espesores en áreas clave para poder emplear cargas propulsoras de alta presión.

## Desempeño
Debido al gran volumen de su casquillo, que permite una mayor carga propulsora de pólvora sin humo y produce velocidades de boca más altas con niveles de presión aproximadamente similares, el .38 Super ofrece una mayor velocidad potencial de la bala que el 9 x 19 Parabellum cuando es recargado manualmente y con algunas cargas propulsoras para autodefensa. Sin embargo, El 9 x 19 Parabellum está aprobado para cargas propulsoras +P tanto por el SAAMI como por la C. I. P., lo cual compensa las diferencias de volumen del casquillo de los cartuchos producidos en masa. El .38 Super es generalmente considerado como un cartucho equilibrado, con una trayectoria plana, buena precisión y una energía de boca relativamente alta; la mayoría de cargas propulsoras tienen una mayor energía de boca que las de varios cartuchos .45 ACP producidos en masa.

### Velocidad de boca
- Con bala encamisada de 7,5 g: 425 m/s
- Con bala encamisada de 8 g: 410 m/s

Cor-Bon/Glaser ofrece el .38 Super +P con varias cargas propulsoras de gran potencia para autodefensa, con velocidades de 434 m/s y 410 m/s. Al probarse otros cartuchos junto a los de Cor-Bon/Glaser, en los segundos se halló un incremento promedio de velocidad entre 7,6 m/s y 15 m/s.

## Empleo
El .38 Super ha resurgido en las competencias de la IPSC y la USPSA, donde se utilizan pistolas personalizadas, especialmente cuando están equipadas con un compensador debido a que sobrepasa el umbral de potencia para ser considerado un cartucho con carga propulsora "grande", al mismo tiempo que tiene un retroceso más manejable que el .45 ACP. Parte de la reducción del retroceso se debe al uso de balas más ligeras. La mayor parte de la reducción del retroceso se debe al uso de un compensador o freno de boca. El compensador funciona desviando los gases del disparo de la boca del cañón. Cuanto mayor sea el volumen del gas o la presión, el compensador será más eficiente. Como el .38 Super produce una mayor presión que el .45 ACP, el compensador reducirá el retroceso.
El resurgimiento de este cartucho empezó a inicios de la década de 1980, cuando Rob Leatham y Brian Enos empezaron a experimentar y participar en las competencias de la IPSC con pistolas que disparaban el .38 Super. En aquel entonces, las pistolas M1911 con cargador monohilera para cartuchos .45 ACP eran las armas dominantes en las competencias. Sus pistolas que disparaban el .38 Super llevaban uno o dos cartuchos más en sus cargadores, a causa del menor diámetro del casquillo. Sin embargo, la mayor ventaja era el freno de boca, que les permitía disparar continuamente con mayor rapidez, superando rápidamente las etapas y obteniendo así mayores puntajes. Los competidores que todavía empleaban pistolas de 11,43 mm (.45) intentaron mantener el ritmo, tanto al añadir compensadores como reduciendo el peso de las balas, rápidamente alcanzando el límite de 9,84-10,04 g (152-155 granos). El .38 Super puede recargarse con una mayor carga propulsora y montar una bala ligera de 7,45 g (115 granos).
El uso de compensadores en competencias está limitado a la División Abierta de la IPSC y la USPSA. Las otras divisiones no permiten su empleo, y la IDPA prohíbe su empleo. Sin un compensador, el retroceso de una pistola que dispara el .38 Super con carga propulsora incrementada es muy parecido al de una pistola que dispara el .45 ACP y mayor que el del 9 x 19 Parabellum.
Además de su popularidad en el tiro práctico, el .38 Super +P es uno de los cartuchos más populares en Latinoamérica debido a las leyes sobre tenencia de armas de fuego que disparan cartuchos militares, tales como el .45 ACP. Por este motivo, los departamentos policiales del suroeste de Estados Unidos frecuentemente consideran que los casquillos de .38 Super hallados en las escenas de crímenes son indicio del uso de un arma proveniente de Latinoamérica.[cita requerida]
El .38 Super recibió más publicidad a través de la pistola de acción simple "Colt Combat Commander" y la pistola con armazón de aleación de aluminio "Colt Commander". Cuando la Colt cambió el inventario de suministro del modelo de la Serie 70 a la Serie 80, se redujo la demanda de este modelo.
Una pequeña cantidad de subfusiles, tales como el Ingram Modelo 6 y el Thompson, fueron fabricados para disparar el .38 Super. Hyman S. Lehman produjo una variante automática de la Colt M1911 que disparaba el .38 Super.
El desempeño balístico del cartucho .38 Super +P ha mejorado con el paso del tiempo, debido al empleo de pólvoras modernas. El cartucho está disponible con velocidades superiores a 430 m/s, una velocidad muy grande para una pistola semiautomática y que es comparable a la del .357 SIG. Este cartucho es muy popular en Australia (en parte por las leyes de tenencia de armas que prohíben el uso de cartuchos de calibres mayores a 9 mm en las competencias IPSC) y en Latinoamérica respecto al tiro práctico, además de volver a ser un cartucho adecuado para armas de porte oculto. Este cartucho está disponible con balas de punta hueca y excelente desempeño balístico. Una pistola con cargador monohilera estándar puede contener nueve u once cartuchos, más uno en la recámara. Las pistolas con cargadores de doble hilera que usan este cartucho, contienen quince o dieciocho cartuchos, más uno en la recámara.

## Sinónimos
- .38 Super Auto
- .38 Super ACP
- 9 x 23